# John Henry Thomas Manners-Sutton
Pour les articles homonymes, voir Manners-Sutton.
John Henry Thomas Manners-Sutton (1814-1877) est un homme politique britannique.

## Biographie
John Henry Thomas Manners-Sutton naît en Angleterre le 27 mai 1814 et suit des études au Trinity Collège de Cambridge.
Il devient ensuite député à la Chambre des communes pour la circonscription de Cambridge de 1841 à 1847 puis pour celle de Newark de 1847 à 1852. Parallèlement, il est sous-secrétaire d'État sous le gouvernement Peel de 1841 à 1846.
Il est nommé Lieutenant-gouverneur du Nouveau-Brunswick du 7 octobre 1854 au 26 octobre 1861, puis Gouverneur de Trinidad de 1864 à 1866 et Gouverneur du Victoria en Australie, de 1866 à 1873.
Il décède le 24 juin 1877 en Angleterre.

## Hommages
Le village canadien de Manners Sutton ainsi que la paroisse de Manners Sutton qui le contient sont nommés en son honneur.